# Andorinha-dos-rios-asiática
A andorinha-dos-rios-asiática (Pseudochelidon sirintarae) é uma ave passeriforme, um dos dois únicos membros da subfamília das andorinhas. Uma vez que apresenta diferenças significativas em relação ao seu parente mais próximo, a andorinha-dos-rios-africana, é por vezes colocado no seu próprio género, Eurochelidon. Encontrado pela primeira vez em 1968, é conhecido apenas de um único local de invernada na Tailândia e pode estar extinto, uma vez que não é visto desde 1980, apesar de ter sido objeto de estudos específicos na Tailândia e no vizinho Camboja. É possível que ainda se reproduza na China ou no Sudeste Asiático, mas uma pintura chinesa que inicialmente se pensava representar esta espécie foi mais tarde reavaliada como mostrando perdiz-do-mar. 
A andorinha-dos-rios-asiática adulta é uma andorinha de tamanho médio, com plumagem predominantemente preta-esverdeada brilhante, uma garupa branca e uma cauda com duas penas centrais alongadas e delgadas, que se alargam em forma de raquete na ponta. Tem um anel ocular branco e um bico largo e amarelo-esverdeado brilhante. Os sexos são semelhantes na aparência, mas o juvenil não tem os ornamentos da cauda e é geralmente mais castanho do que o adulto. Pouco se sabe sobre o comportamento ou o habitat de reprodução desta andorinha, embora, tal como outras andorinhas, se alimente de insetos apanhados em voo e o seu bico largo sugira que pode apanhar espécies relativamente grandes. No inverno, empoleira-se em caniçais e pode nidificar nos bancos de areia dos rios, provavelmente em abril ou maio, antes das chuvas de verão. Pode ter sido negligenciada antes da sua descoberta porque tendia a alimentar-se ao amanhecer ou ao anoitecer e não durante o dia.
O aparente desaparecimento da andorinha-dos-rios-asiática pode ter sido acelerado por armadilhas, perda de habitat e construção de barragens. Os dormitórios de andorinhas invernantes no único local conhecido desta andorinha reduziram-se muito em número, e as aves que se reproduzem em habitats fluviais diminuíram em toda a região. A andorinha-dos-rios-asiática é uma das duas únicas aves endémicas da Tailândia, tendo o governo do país assinalado este facto através da emissão de um selo e de uma moeda comemorativa de elevado valor.

## Taxonomia
Dentro da família das andorinhas, a andorinha-dos-rios-asiática é um dos dois únicos membros da subfamília Pseudochelidoninae, sendo o outro andorinha-dos-rios-africana (Pseudochelidon eurystomina) da bacia do Congo, em África. Estas duas espécies possuem um certo número de características distintivas que as distinguem das outras andorinhas, incluindo as suas pernas e pés robustos e o seu bico robusto. A extensão das suas diferenças em relação a outras andorinhas e a grande separação geográfica das mesmas sugerem que se trata de populações relituais de um grupo de espécies que divergiu da linhagem principal de andorinhas numa fase inicial da sua evolução. A separação desta subfamília é apoiada por provas genéticas, e pensa-se que o seu hábito de nidificar em tocas é caraterístico dos primeiros membros da família das andorinhas.
A andorinha-dos-rios-asiática foi descoberto em 1968 pelo ornitólogo tailandês Kitti Thonglongya, que deu à ave o seu atual nome binomial.  O nome do género Pseudochelidon provém do prefixo grego antigo ψευδο/pseudo “falso” e χελιδον/chelidôn, “andorinha”, e o nome da espécie Sirintarae comemora a Princesa Maha Chakri Sirindhorn da Tailândia.
As espécies africana e asiática de Pseudochelidon diferem significativamente no tamanho do bico e dos olhos, o que sugere que têm ecologias alimentares diferentes, sendo que o a andorinha-dos-rios-asiática é provavelmente capaz de apanhar presas muito maiores. A espécie tailandesa também tem um bico inchado e duro (interior carnudo do bico), ao contrário do bico mais macio, carnudo e muito menos proeminente da andorinha-dos-rios-africana. Thonglongya estimou que o bico da espécie tailandesa é 17,6% mais largo do que o da andorinha africana, mas uma estimativa posterior, utilizando espécimes conservados em álcool em vez de peles secas (para evitar o encolhimento), deu uma diferença de 22,5% entre os bicos das duas andorinhas. Na sequência de uma sugestão de Kitti no seu artigo original, Richard Brooke propôs, em 1972, que a andorinha-dos-rios-asiática era suficientemente diferente da espécie africana para ser colocada num género monotípico separado, Eurochelidon, mas esta proposta foi contestada por outras autoridades. O novo género não foi, posteriormente, amplamente adotado por outros autores, embora a BirdLife International utilize Eurochelidon.

## Descrição

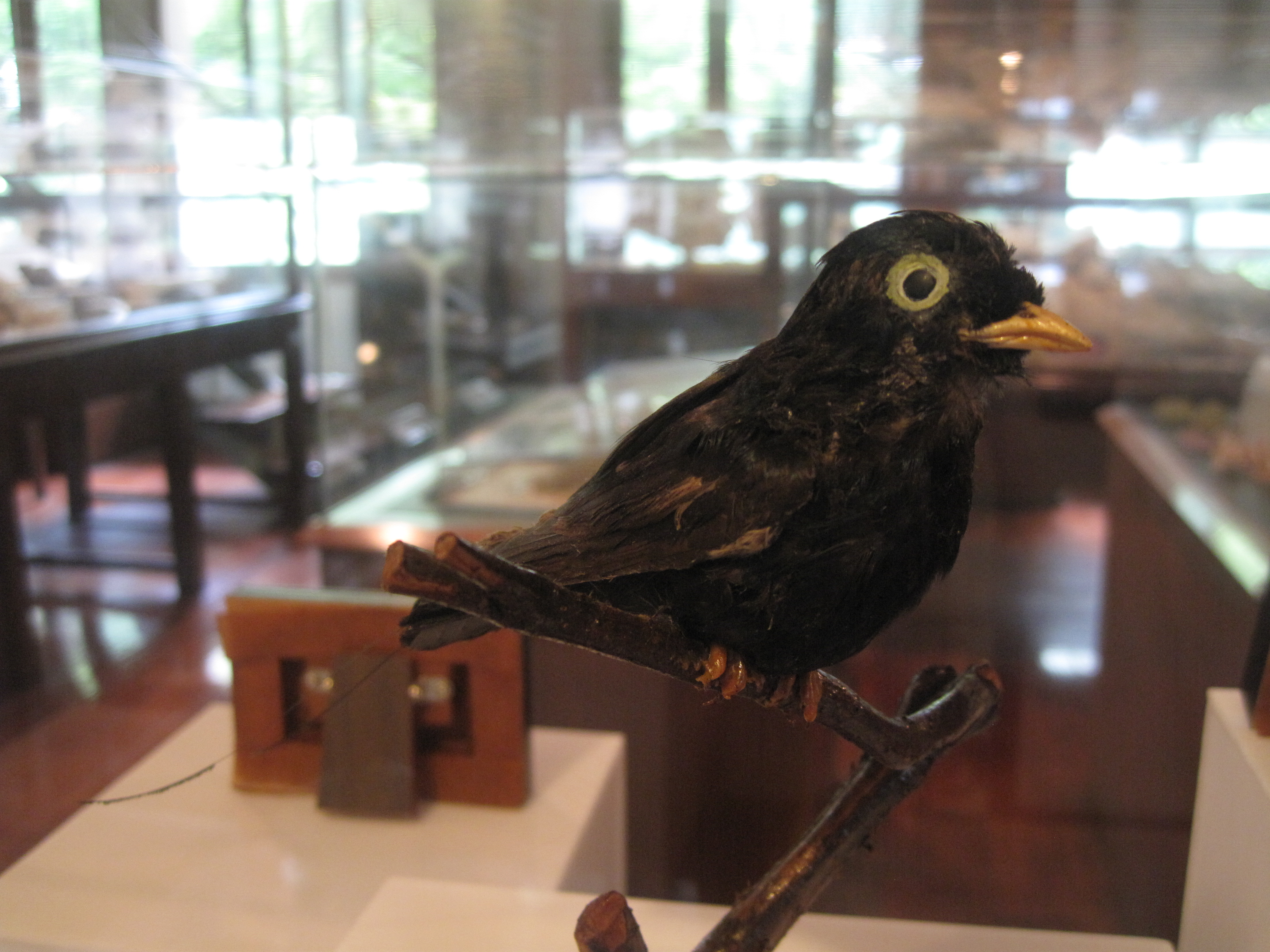
Espécime embalsamado no Museu de História Natural da Universidade de Chulalongkorn

A andorinha-dos-rios-asiática adulta é uma andorinha de tamanho médio, com 18 centímetros de comprimento, com uma plumagem predominantemente preta e sedosa e uma garupa branca. O dorso é preto esverdeado brilhante e está separado da parte superior da cauda, de cor semelhante, por uma estreita faixa branca brilhante. A cabeça é mais escura do que o dorso, com um queixo preto aveludado que conduz às partes inferiores pretas brilhantes verde-azuladas. As asas são pretas, com bordos interiores castanhos nas penas de voo, e a cauda é preta brilhante verde com duas penas centrais alongadas e finas, com até 9 centímetros de comprimento.
Estas expandem-se ligeiramente nas pontas para dar raquetes estreitas com 4,9 a 8,5 centímetros de comprimento. O comprimento médio das asas é de 11,5 centímetros, a cauda tem 10,7 centímetros de comprimento e o tarso tem em média 1,1 centímetros. A íris e a pálpebra são brancas, dando a aparência de um anel ocular branco, e o bico largo e amarelo-esverdeado brilhante tem uma ponta preta em forma de gancho na mandíbula superior. As patas e os pés grandes e fortes são cor de carne. Esta espécie é silenciosa durante a invernada e as suas vocalizações reprodutoras são desconhecidas. Os sexos são semelhantes, mas o juvenil não tem as raquetes da cauda, tem a cabeça e o queixo castanhos e é geralmente mais castanho do que o adulto. Os juvenis capturados em janeiro e fevereiro estavam a mudar as penas do corpo.
O nome tailandês original para o Pseudochelidon, apenas conhecido pela população local de Bueng Boraphet, era นกตาพอง (nok ta phong), que pode ser traduzido aproximadamente como “pássaro com olhos alargados”. Após a sua descoberta oficial em 1968, recebeu o nome de เจ้าฟ้าหญิงสิรินธร (nok chaofa ying sirinthon, “pássaro da Princesa Sirindhorn”).

## Distribuição e habitat
A andorinha-dos-rios-asiática foi descoberta em 1968 por Kitti Thonglongya, que obteve nove espécimes capturados por caçadores de aves profissionais no âmbito de um estudo sobre aves migratórias num poleiro noturno no maior lago de água doce da Tailândia, Bueng Boraphet, na província de Nakhon Sawan. Foi vista pela primeira vez na natureza por ornitólogos no mesmo local de invernada em 1977. A espécie só foi observada no lago, sempre entre os meses de novembro e fevereiro, e presume-se que o habitat de invernada seja na proximidade de água doce aberta para alimentação, com caniçais para o dormitório noturno.
A andorinha-dos-rios-asiática pode ser migratório e, se o habitat de reprodução se assemelhar ao da andorinha-dos-rios-africana, é provável que sejam os vales florestais de grandes rios. Estes podem proporcionar bancos de areia e ilhas para nidificação e bosques onde as aves podem apanhar insetos. Os locais de reprodução e o habitat são desconhecidos, embora os vales dos rios no norte da Tailândia ou no sudoeste da China sejam possíveis. Uma alegada representação desta espécie numa pintura chinesa em pergaminho parecia inicialmente apoiar a possibilidade da andorinha se reproduzir na China. A ave na pintura tinha uma cabeça e um bico de forma semelhante, um olho branco e uma cauda longa, embora não tivesse a garupa branca, não apresentasse a cor correcta do bico e alongasse as penas exteriores da cauda em vez das centrais. Pintada antes de 1970, é anterior à publicação de fotografias da ave tailandesa, pelo que deve ter sido pintada a partir da vida. Atualmente, considera-se mais provável que o pergaminho mostre a perdiz-do-mar-oriental (Glareola maldivarum). O Camboja e Myanmar também foram sugeridos como possíveis refúgios para a andorinha-dos-rios-asiática, mas também se tem especulado sobre a sua migração.

## Comportamento

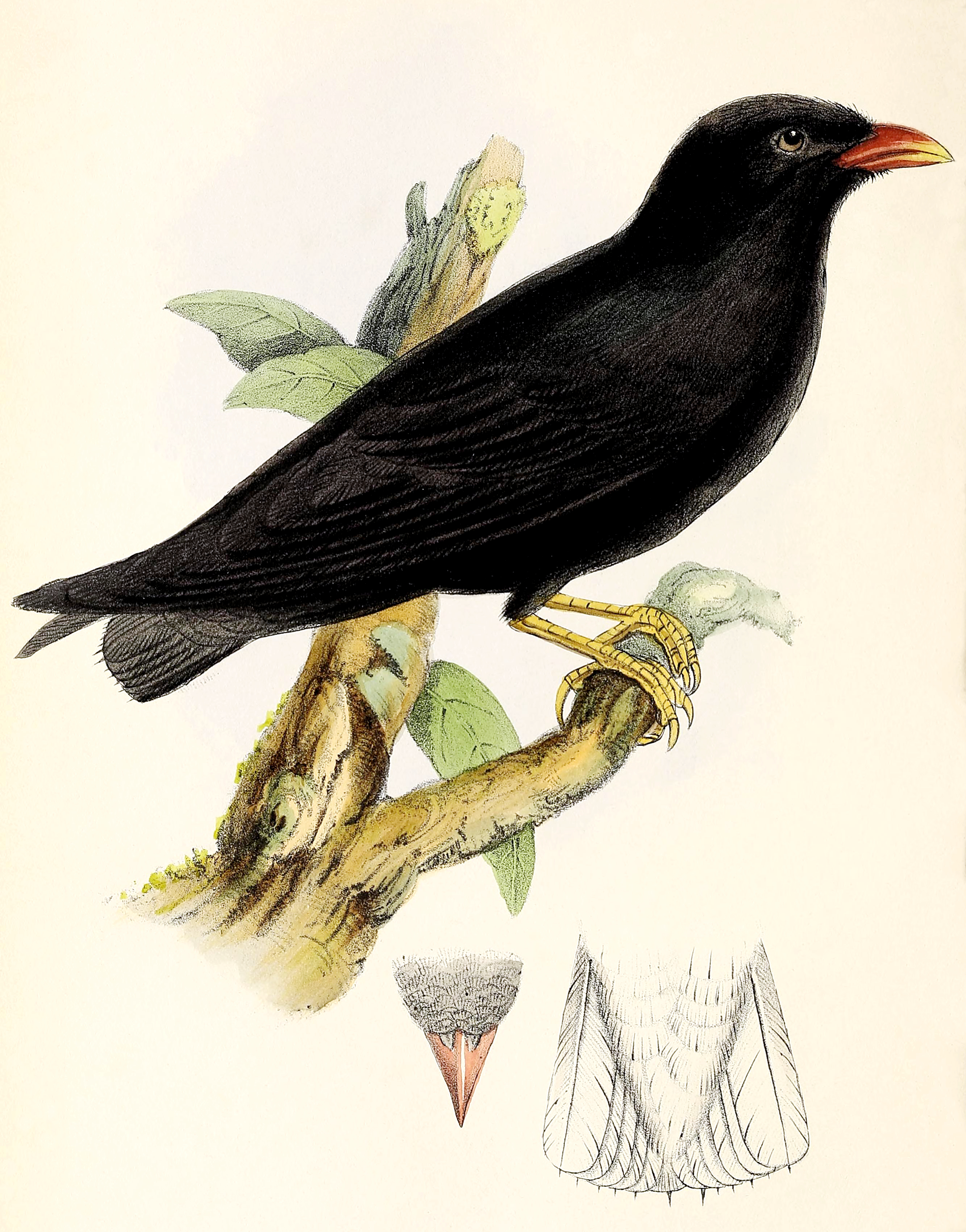
A andorinha-dos-rios-africanaandorinha-dos-rios-africana é o parente mais próximo da andorinha-dos-rios-asiática, e as duas espécies podem ter hábitos reprodutivos semelhantes.

Uma vez que os seus locais de reprodução não estão descobertos, nada se sabe sobre a biologia reprodutiva da andorinha-dos-rios-asiática, embora se sugira que possa nidificar em tocas nos bancos de areia dos rios, provavelmente em abril ou maio, antes de a chuva das monções fazer subir o nível das águas. No entanto, diferenças distintas na morfologia dos pés e dedos do seu parente africano levaram algumas autoridades a especular que mesmo a suposição de que nidifica em tocas pode ser incorrecta. No inverno, empoleira-se com as andorinhas-das-chaminés em caniçais.
Tal como as outras andorinhas, a andorinha-dos-rios-asiática alimenta-se de insetos, incluindo escaravelhos, que apanha na asa. Dado o seu tamanho e a sua estrutura bucal invulgar, pode apanhar insectos maiores do que as outras andorinhas. Esta espécie é descrita como graciosa e flutuante em voo e, tal como o seu parente africano, parece relutante em usar poleiros, comportamento que, juntamente com a forma invulgar dos dedos dos pés e o facto de ter sido encontrada lama nos dedos dos pés de um dos primeiros exemplares, sugere que esta espécie pode ser relativamente terrestre.
Pamela C. Rasmussen sugeriu que, devido aos seus olhos invulgarmente grandes, a espécie poderia ser noturna ou, pelo menos, crepuscular, um fator que poderia torná-la muito discreta e, assim, explicar em parte como permaneceu sem ser detetada durante tanto tempo. Embora o facto de os primeiros exemplares terem sido supostamente recolhidos empoleirados à noite em caniçais possa parecer contradizer esta teoria, é possível que as aves não tenham sido apanhadas no poleiro. Em alternativa, podem ter comportamentos diurnos e noturnos, ou ser crepusculares, consoante a estação ou as circunstâncias.

## Estado de conservação

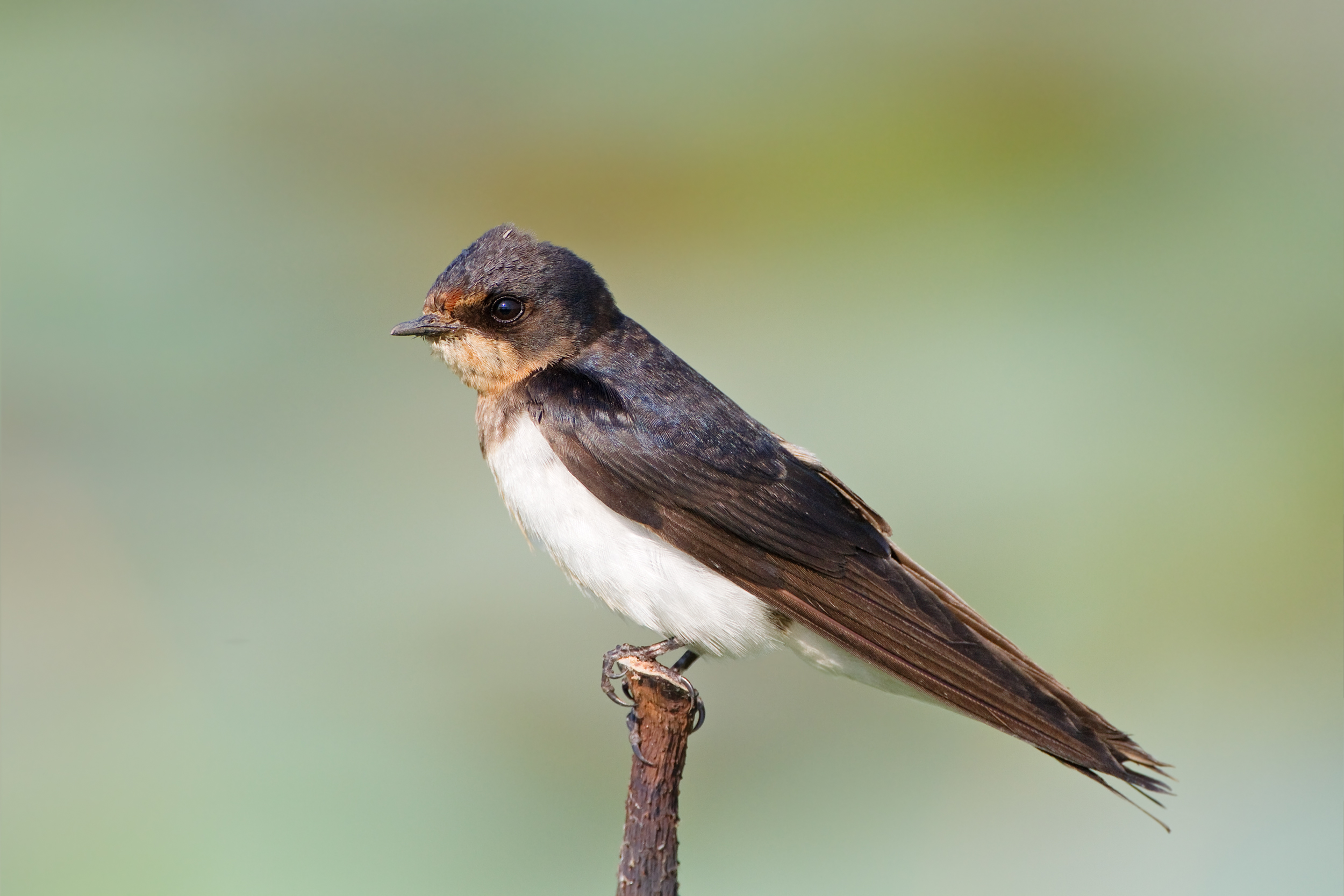
Os números de andorinhas-das-chaminés em Bueng Boraphet, que a andorinha-dos-rios-asiática acompanhava para se empoleirar, estão muito reduzidos.

A andorinha-dos-rios-asiática foi observada na Tailândia em 1972, 1977 e 1980, mas desde então não foi visto de forma definitiva, embora exista um avistamento não confirmado na Tailândia em 1986. As únicas fotografias a cores de uma ave viva são de um indivíduo capturado e anilhado por Elliott McClure em 1968. Está classificada como Criticamente em Perigo, que é a categoria de risco mais elevada atribuída pela União Internacional para a Conservação da Natureza e dos Recursos Naturais (UICN) às espécies selvagens. Esta designação significa que os efetivos de uma espécie diminuíram, ou irão diminuir, em 80% no espaço de três gerações. A UICN não considera uma espécie extinta até que tenham sido efetuados inquéritos alargados e orientados para objectivos específicos, mas a andorinha-dos-rios-asiática pode já não existir na natureza e, provavelmente, sempre foi raro.
Verificou-se um declínio drástico da população de andorinhas em Bueng Boraphet, que passou das centenas de milhares registadas por volta de 1970 para contagens máximas de 8.000 no inverno de 1980-1981, embora não seja certo se isto representa um declínio real ou uma mudança de local em resposta à caça. Outras causas potenciais para o declínio da andorinha incluem a perturbação das barras de areia nos rios, a construção de barragens (que inundam a área a montante e alteram o fluxo de água a jusante), a desflorestação e a crescente conversão do seu habitat para a agricultura. Outras espécies do Sudeste Asiático que utilizam os bancos de areia dos rios também foram negativamente afetadas pela perturbação e degradação do habitat. Atualmente, são muito poucas as andorinhas de qualquer espécie que se empoleiram nos canaviais de Bueng Boraphet, preferindo as plantações de cana-de-açúcar, e, apesar das buscas, a andorinha-dos-rios-asiática não foi encontrada noutros grandes poleiros de andorinhas nas proximidades.
A andorinha-dos-rios-asiática está legalmente protegido pelo Apêndice 1 (a categoria mais elevada) do acordo da Convenção sobre o Comércio Internacional das Espécies da Fauna e da Flora Selvagens Ameaçadas de Extinção (CITES) e é uma das 15 “Espécies Reservadas” na Tailândia que, ao abrigo das disposições da Lei de Reserva e Proteção dos Animais Selvagens, BE 2535, não podem ser legalmente caçadas, recolhidas ou mantidas em cativeiro em quaisquer circunstâncias. Apesar da proteção oficial, a andorinha-dos-rios-asiática foi capturada por habitantes locais, juntamente com outras andorinhas, para venda como alimento ou para libertação por budistas devotos e, após a sua descoberta por ornitólogos, os caçadores terão capturado cerca de 120 indivíduos e vendido ao diretor da Estação de Pescas de Nakhon Sawan, que não conseguiu mantê-los vivos em cativeiro. Duas aves enviadas para o Jardim Zoológico de Banguecoque em 1971 também morreram rapidamente. A pequena população pode, portanto, ter-se tornado inviável.
Bueng Boraphet foi declarada Zona de Não Caça num esforço para proteger as espécies, mas as pesquisas para encontrar esta andorinha não tiveram êxito. Estas incluem várias buscas no local principal, um estudo de 1969 nos rios Nan, Yom e Wang do norte da Tailândia e um estudo de 1996 em rios do norte do Laos. Em 2004, foi feito um possível avistamento no Camboja, mas uma investigação de 2008, utilizando lanchas rápidas e entrevistas com aldeões no Camboja, perto do local do alegado avistamento, não conseguiu encontrar quaisquer provas positivas e observou que o habitat estava em más condições. No entanto, animais tão grandes como o saola foram redescobertos no Sudeste Asiático, pelo que é concebível que exista uma pequena população de andorinhas-dos-rios-asiática. Apesar da falta de registos da China, um guia de campo de 2000 que abrange a região incluiu esta espécie, uma vez que se trata da área de reprodução mais provável fora da Tailândia, embora tenha sido omitida no Birds of East Asia de 2008.
A andorinha-dos-rios-asiática e a tagarela-ruivo (Stachyridopsis rodolphei) são as únicas espécies de aves endémicas da Tailândia, tendo andorinha-dos-rios-asiática atraído interesse suficiente para ser apresentado num selo postal de 75 satang em 1975, como parte de um conjunto de quatro representando aves tailandesas, e numa moeda de ouro de 5 000 baht tailandeses, emitida em 1974, para fins de conservação.